# Pekariji
Pekariji su sisavci srednje veličine iz reda parnoprstaša. Žive u jugozapadnom području Sjeverne Amerike i diljem Srednje i Južne Amerike. 

## Opis
Pekariji su životinje srednje veličine, s velikom sličnosti sa svinjama. Kao i svinje, imaju nos koji završava u hrskavičnom disku, te, u odnosu na glavu, male oči. Rep sadrži šest do devet kralježaka. Također, kao i svinje, koriste samo dva srednja prsta za hodanje, a za razliku od svinja, drugi prsti mogu biti potpuno odsutni. Želudac im je dosta složeniji nego u svinja. 
Svežderi su, i jedu male životinje, iako više preferiraju korijenje, travu, sjemenke i voće. Od svinja se mogu razlikovati po obliku očnjaka i kljova.
Trljanjem kljova mogu napraviti zvekećuću buku, koja upozorava grabežljivce da im se ne približavaju. Prirodni neprijatelji su im jaguar i puma. Po naravi su dovoljno agresivni da ne mogu biti pripitomljeni, jer bi najvjerojatnije ozljedili ljude. U posljednjih nekoliko godina pojavila su se izvješća u sjeverozapadnoj Boliviji, u blizini Nacionalnog parka Madidi su neki ljudi ozbiljno ozljeđeni i ubijeni od strane velike skupine pekarija.
Društvene su životinje i često su u stadima. U jednom stadu bjelousnog pekarija zabilježeno je preko 100 jedinki, ali ogrličasti i Chaco pekariji obično se nalaze u manjim grupama. 
Imaju mirisne žlijezde ispod svakog oka i druge na leđima. Koriste ih da označe teritorije stada. Oni također pomoću mirisnih žlijezda trljanjem jednih od druge prepoznaju se unutar skupine. Opor miris pekarijima omogućuje da prepoznaju ostale članove stada, unatoč kratkovidnosti. 

## Evolucija
Pekariji se prvi put pojavljuju u fosilnim zapisima iz razdoblja kasnog eocena i ranog oligocena (prije oko 35 milijuna godina) u Europi. Fosili su kasnije pronađeni na svim kontinentima osim Australije i Antarktike. Postali su izumrli u Starom svijetu negdje oko miocena.
Podrijetlo im nije utvrđeno, ali najvjerojatnije su se razvili iz primitivnih životinja iz izumrle porodice Cebochoeridae. U oligocenu je postojala životinja Perchoerus, koja je već posjedovala neke karakteristike današnjih pekarija. U miocenu i pliocenu postojali su pekariji koji su lutali ravnicama, npr. Cynorca, Hesperhys,  Prosthennops i Macrogenis. U pleistocenu se pojavljuju različiti pekariji, u rasponu od dugonosog Mylohyusa i velikog Platygonus.

## Koristi
Za komercijalni iskorištavanje jako je poznata koža pekarija. Smatra se izuzetno izdržljivom i toplom. Koristi se za proizvodnju visoko kvalitetnih kožnih rukavica. Meso pekarija ljudi smatraju posebno ukusnim, i tradicionalno ga jedu amazonski Indijanci i doseljenici.